# Campeonato Brasileiro de Futsal
O Campeonato Brasileiro de Futsal é uma competição de futsal masculino entre clubes do Brasil. É organizada pela Confederação Brasileira de Futsal (CBFS), após esta romper relações com a Liga Nacional de Futsal. Fundado em 2023, a competição é atualmente a única que classifica para torneios internacionais.

## História
Usando como argumento de que seria o único campeonato nacional a abrir caminho à competições internacionais, foi fundado em 2023 como forma de "rompimento" com a Liga Nacional de Futsal. Reunindo clubes tradicionais do futebol de volta ao futsal nacional (como o América-MG, o América-RN, o Ceará, o CRB, o Cruzeiro, o Sampaio Corrêa, entre outros), com clubes já tradicionais no futsal, o campeonato prometeu ser um campeonato realmente nacional, diferentemente da LNF, que, segundo a CBFS, reúne apenas uma parcela do país.
Segundo o então presidente da CBFS, Marcos Madeira, "a LNF não existe. Em termos de trabalho que eu faço, não existe. Não estamos preocupados com liga. Ela tem a vida dela e nós temos a entidade oficial. Nós estamos fazendo campeonato não para fazer concorrência, mas para pôr em prática uma ideia que eu tinha desde que cheguei aqui, em 2015".
Desde então (2024), o Brasil possui dois campeonatos nacionais vigentes, cada um reunindo suas forças.

## Títulos por equipe
| Pos. | Equipe                | Títulos  | Vices    | Semifinais |
| ---- | --------------------- | -------- | -------- | ---------- |
| 1º   | Fortaleza (Fortaleza) | 1 (2024) | 0        | 0          |
| 2º   | Apodi (Apodi)         | 0        | 1 (2024) | 0          |
| 3º   | Sport (Recife)        | 0        | 0        | 1 (2024)   |
| 3º   | Yeesco (Carazinho)    | 0        | 0        | 1 (2024)   |